# Regiones de Noruega

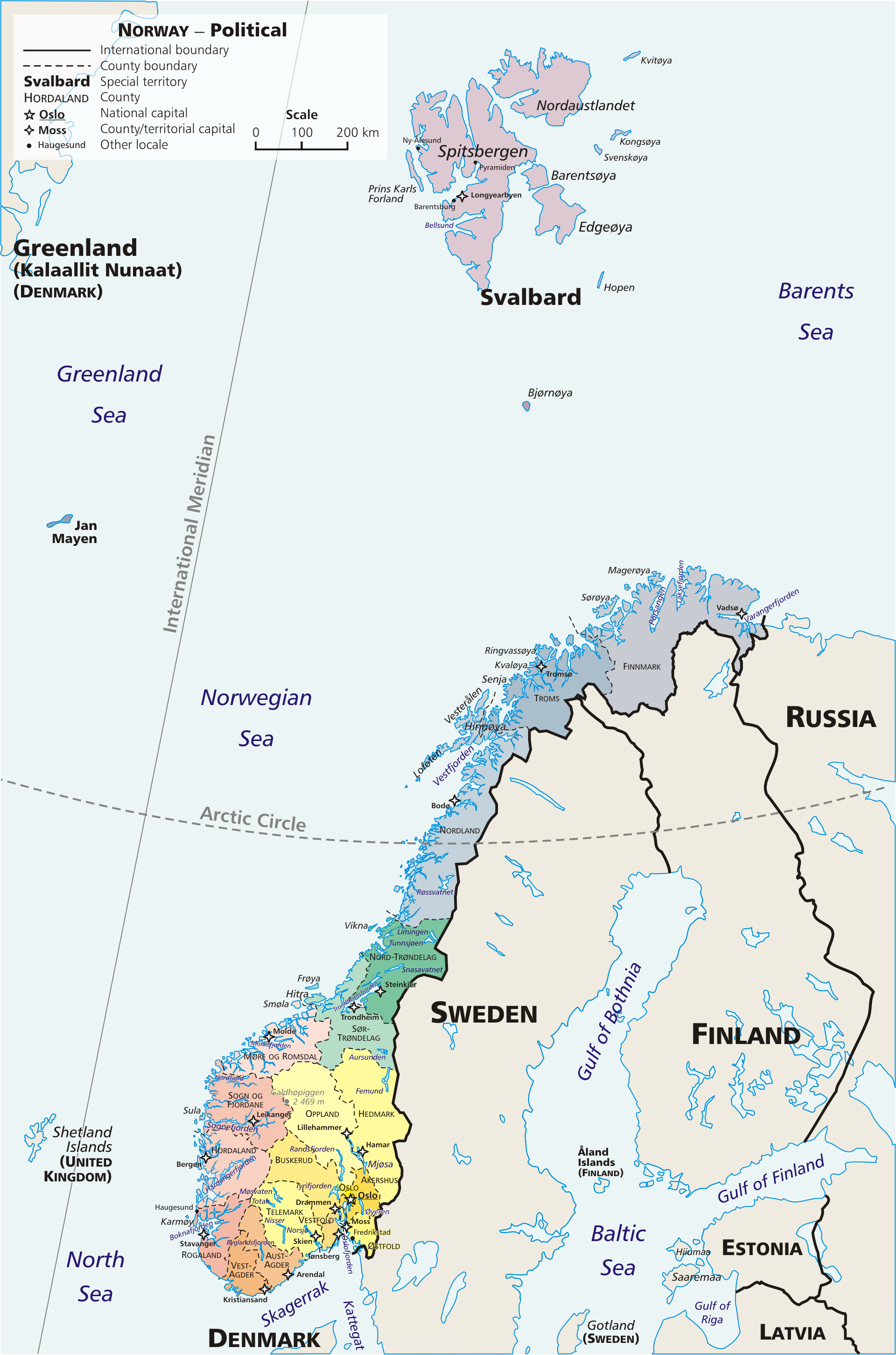
Mapa de Noruega que muestra sus 19 provincias, junto con Svalbard y Jan Mayen.

Las regiones de Noruega son cinco (landsdeler) y son de carácter histórico de orden superior a los distrikter, que representan zonas con culturas y variedades lingüísticas relativamente similares. No tienen carácter oficial en la administración, función que desempeñan las provincias, sino más bien cultural, ya que los límites entre regiones se fijan con base en diferencias geográficas y/o dialectales. Las regiones, junto con las provincias que contienen, son las siguientes: